# La Nativité avec saint François et saint Laurent
La Nativité avec saint François et saint Laurent  est un tableau de Caravage vraisemblablement peint en 1609 et conservé jusqu'en 1969 à l'oratoire San Lorenzo de Palerme en Sicile, date à laquelle il est volé et reste depuis introuvable. La Mafia sicilienne est fortement soupçonnée d'avoir commandité le vol.

## Historique
Cette Nativité est probablement réalisée en 1609, ce qui l'assimile donc à la toute dernière partie de la carrière de Caravage qui meurt en 1610.
L'œuvre est volée dans la nuit du 17 au 18 octobre 1969, la toile grossièrement découpée de son cadre à l'aide d'un couteau. Elle n'a depuis pas été retrouvée. L'hypothèse d'un vol commis par la Mafia sicilienne, et ayant entraîné la destruction de la toile, est aujourd'hui fortement privilégiée. Malgré les efforts des autorités italiennes et la création en 1969 d'une brigade de police spécialisée dans la recherche d’œuvres d'art volées — l'année même du vol de la Nativité — la piste du tableau est perdue au début des années 1980. La police aurait d'abord eu connaissance du nom des voleurs et de la famille mafieuse responsable du recel, mais une guerre entre familles mafieuses aurait ensuite fait perdre la trace de l’œuvre. Bien qu'un informateur de la Mafia ait déclaré que le tableau a disparu, dévoré par des rats, la police italienne indique en 2017 qu'elle maintient ses efforts de recherche.
À défaut de retrouver l'original, les autorités italiennes s'emploient à en compenser l'absence : en 2015, un vaste projet artistique et technologique voit le jour lorsqu'une reproduction numérique ultra-détaillée du tableau, faite par Factum Arte, est révélée au public, à l'emplacement exact d'où l'original avait disparu,.

## Description
Caravage compose un tableau à sept personnages, avec au centre la Vierge Marie qui contemple son enfant nouveau-né, allongé devant elle sur de la paille recouverte d'un linge blanc. Au-dessus d'eux, un ange volant porte une bannière qui annonce en latin « Gloria in Eccelsis Deo », ce qui signifie « Gloire à Dieu au plus haut des cieux » selon la traduction liturgique actuelle ; l'ange établit avec ses mains un lien direct entre le Dieu des cieux et le Christ terrestre, lien qui s'établit grâce à Marie selon le canon théologique chrétien.
Un jeune homme blond est assis au premier plan, la tête tournée vers la droite comme s'il conversait avec un vieil homme à l'air un peu interloqué, qui semble être identifiable à Joseph. Les deux autres personnages qui encadrent la Vierge et son enfant sont saint François à droite, en robe de bure, et saint Laurent à gauche en tenue de diacre avec en arrière plan un bœuf. 

## Documentaire
- 2016 : Operazione Caravaggio d'Emanuele Flangini [8].
- 2023 : Tableaux volés, épisode Caravage : Palerme, 1969 réalisé par Chiara Sambuchi et Stefano Strocchi.